# روز كليفلاند
روز كليفلاند (بالإنجليزية: Rose Cleveland)‏ ولدت في ( 13 يونيو 1846م - وتوفيت في 22 نوفمبر 1918م )، هي أخت رئيس الولايات المتحدة الثاني والعشرين جروفر كليفلاند. خلال الولاية الأولى لشقيقها، إدارتي الرئيس جروفر كليفلاند. كان الرئيس عازبًا حتى تزوج فرانسيس فولسوم في 2 يونيو 1886، بعد أربعة عشر شهرًا من ولايته الأولى.

## حياتها ومهنتها
ولدت روز إليزابيث كليفلاند في فايتفيل، نيويورك، في 13 يونيو 1846. كانت روز، المعروفة لعائلتها باسم (ليبي)، الأصغر بين تسعة أطفال ولدوا لريتشارد فالي كليفلاند وآن نيل كليفلاند. في سبتمبر 1853 انتقلت العائلة إلى هولاند باتينت، نيويورك، فوالدها كان قد عُين للتو راعيًا للكنيسة المشيخية. توفي في الشهر التالي، وكانت روز تبلغ من العمر سبع سنوات عند وفاته.
بقيت روز في هولاند باتينت لرعاية والدتها الأرملة. كان جروفر كليفلاند، شقيق روز الأكبر، يبلغ من العمر 16 عامًا في ذلك الوقت وكان مصممًا على المساعدة في إعالة أسرته. ترك المدرسة وذهب إلى مدينة نيويورك للعمل مدرّسًا في المدرسة الحكومية للمكفوفين. تلقت روز تعليمها في مدرسة هوتون في كلينتون، نيويورك، وأصبحت فيما بعد معلمة وأعالت نفسها ووالدتها.
درّست روز أيضًا في معهد جامعي في لافاييت، إنديانا، وفي مدرسة للبنات في مونسي، بنسلفانيا، وقد درّست في أواخر ستينيات القرن التاسع عشر. اشتهرت روز في مدرسة مونسي بشخصيتها القوية واستقلاليتها.
حصلت روز على لقب داخل دائرة أصدقائها في مونسي، فأطلقوا عليها اسم «جوني كليفلاند» لأنها عادة ما عُثر عليها تقرأ كتابًا تحت شجرة قديمة في مزرعة قريبة. ثم أعدت روز دورة من المحاضرات التاريخية، ركزت إحداها، على وجه الخصوص، على الإيمان بالإيثار، وألقتها أمام طلاب مدرسة هوتون والمدارس الأخرى.
في ثمانينيات القرن التاسع عشر، عادت روز إلى هولاند باتينت لتعتني بوالدتها المريضة. خلال هذا الوقت درّست في مدرسة الأحد، وقامت ببعض الأعمال الأدبية. وفرغت نفسها للاعتناء بوالدتها المسنة المريضة حتى وفاتها عام 1882. بعد وفاة آن نيل كليفلاند، تُركت روز بمفردها في المنزل المعروف باسم «الأعشاب».
واصلت روز التدريس في مدرسة الأحد وإلقاء المحاضرات. في إحدى المحاضرات حول الإيثار، صرحت: «لا يمكننا أن نلمس الإنسانية ككل، إلا عندما نلمس الإنسانية في الفرد. نجعل العالم مكانًا أفضل من خلال علاقاتنا العملية، وليس من خلال إرادتنا العامة المبهمة. يجب أن يجد كل منا شريكًا حقيقيًا، شخصًا يفهمنا ويقدرنا، شخصًا يؤمن بنا ويخرِج أفضل ما في داخلنا. أعمق شغفنا هو الاعتراف -أن يعرفنا الإنسان الآخر على حقيقتنا».

## سنوات البيت الأبيض
عندما أصبح شقيقها الأكبر، جروفر كليفلاند، الرئيس الثاني والعشرين للولايات المتحدة في مارس 1885، تولت روز مهام السيدة الأولى وعاشت في البيت الأبيض لمدة خمسة عشر شهرًا. وقفت إلى جانب شقيقها أثناء تنصيبه وكانت مضيفته خلال سنوات عزوبيته في البيت الأبيض.
خلال فترة عملها المبكرة كسيدة أولى، ظهرت روز على الصفحة الأولى من صحيفة نيويورك تايمز لظهورها خلال حفل استقبالها الثاني في البيت الأبيض. ذكرت الصحيفة أن الآنسة كليفلاند ارتدت فستانًا من الساتان الأسود، وكان رداؤها الفوقي من الدانتيل الإسباني. كان الفستان ذا قصة صدر منخفضة ودون أكمام، وكشف الدانتيل الشفاف عن الكتفين والذراعين. لم تكن روز كليفلاند منسجمة تمامًا مع المجتمع الراقي في واشنطن. قيل: «روز كليفلاند سيدة مثقفة، مهتمة بمتابعة المساعي العلمية أكثر من الترفيه عن زوجات مجلس الوزراء وكبار الشخصيات الأجنبية». كانت روز مثقفة، وفضلت إلقاء المحاضرات على الترفيه، لكنها حرصت على أداء واجباتها بصفتها السيدة الأولى خدمة لأخيها.
عندما تزوج الرئيس كليفلاند من فرانسيس فولسوم، غادرت روز البيت الأبيض وبدأت حياتها المهنية في التعليم. أصبحت مديرة المعهد الجامعي في لافاييت بولاية إنديانا، وكاتبة ومحاضرة، ومحررة مجلة لايف الأدبية ومقرها شيكاغو.

## السنوات اللاحقة
في سن 44، بدأت علاقة مثلية مع أرملة ثرية، إيفانجلين مارس سيمبسون، بمراسلات جنسية صريحة. بردت نبرة رسائلهم عندما تزوجت إيفانجلين من أسقف الكنيسة الأسقفية من مينيسوتا، هنري بنجامين ويبل، على الرغم من اعتراضات كليفلاند.
بعد وفاة ويبل في عام 1901، أعادت المرأتان إحياء علاقتهما، وانتقلتا في عام 1910، إلى بانجي دي لوكا، إيطاليا، للعيش هناك معًا. تقاسمتا المنزل مع الرسامة الإنجليزية والفنانة نيللي إريكسن. توفيت روز في المنزل في 22 نوفمبر 1918، الساعة 7:32 مساءً خلال جائحة الإنفلونزا عام 1918. دُفنت هناك في المقبرة الإنجليزية، ودُفنت إيفانجلين أيضًا بجوار روز في نفس المقبرة بعد 12 عامًا.